# Радуша Ивановић
Радуша Ивановић (рођ. Јовановић; Мосори, 15. јун 1919 — Подгорица, 31. август 2024) била је црногорска је стогодишњакиња која је у тренутку смрти била најстарија жива особа у Црној Гори. Била је члан партизанског покрета и учесник народноослободилачке борбе народа Југославије током другог светског рата. Она је такође била и последња жива учесница пљеваљске битке.

## Биографија
Радуша Ивановић је рођена у селу Мосори код Даниловграда у Црној Гори 15. јуна 1919. године. Имала је једну сестру и четири брата. Њен брат Петар Јовановић погинуо је у бици на сутјесци током другог светског рата као учесник народноослободилачке борбе народа Југославије. Радуша је активно учествовала у народноослободилачкој борби, између осталог и у пљеваљској бици. Одмах по завршетку рата, накратко се запослила у фабрици дувана "Титоград", након чега се посветила домаћинству.
Удала се за Петра Ивановића и са њим добила двије ћерке, од којих је касније добила двоје унучади.
У јуну 2019. године прославила је свој  100. рођендан и постала стогодишњакиња.
Постала је најстарија жива особа у Црној Гори, након смрти 105-годишње цетињанке Данице Борозан 23. јуна 2023. године.
Радуша Ивановић преминула је у приградском насељу Вранићи, Подгорица, Црна Гора, 31. августа 2024, у доби од 105 година и 77 дана. Била је последња особа у Црној Гори рођена у деценији 1910-их.